# Henryk Kobyliński

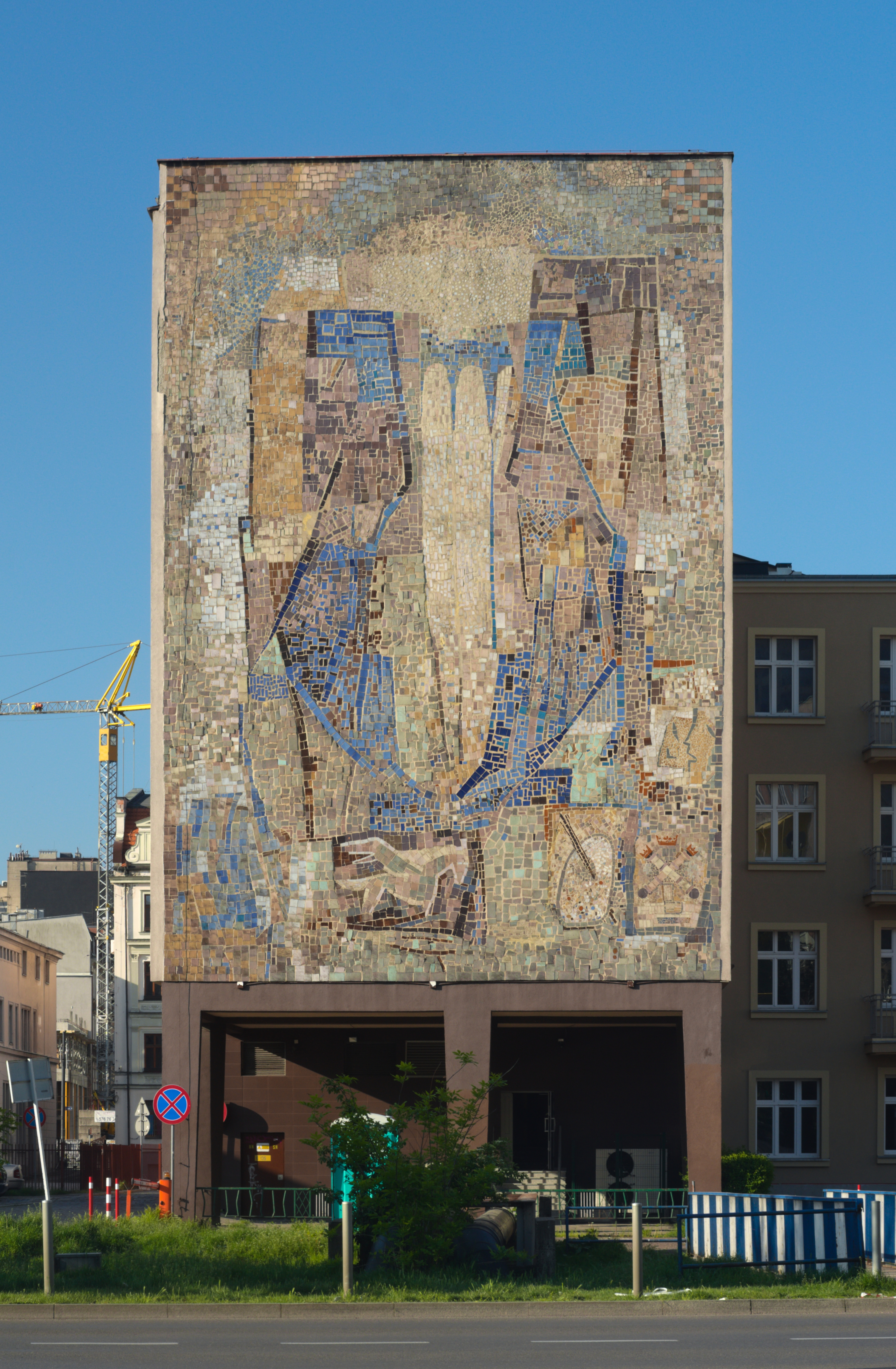
Mozaika o kompozycji z 1967, Szkoła Muzyczna w Katowicach

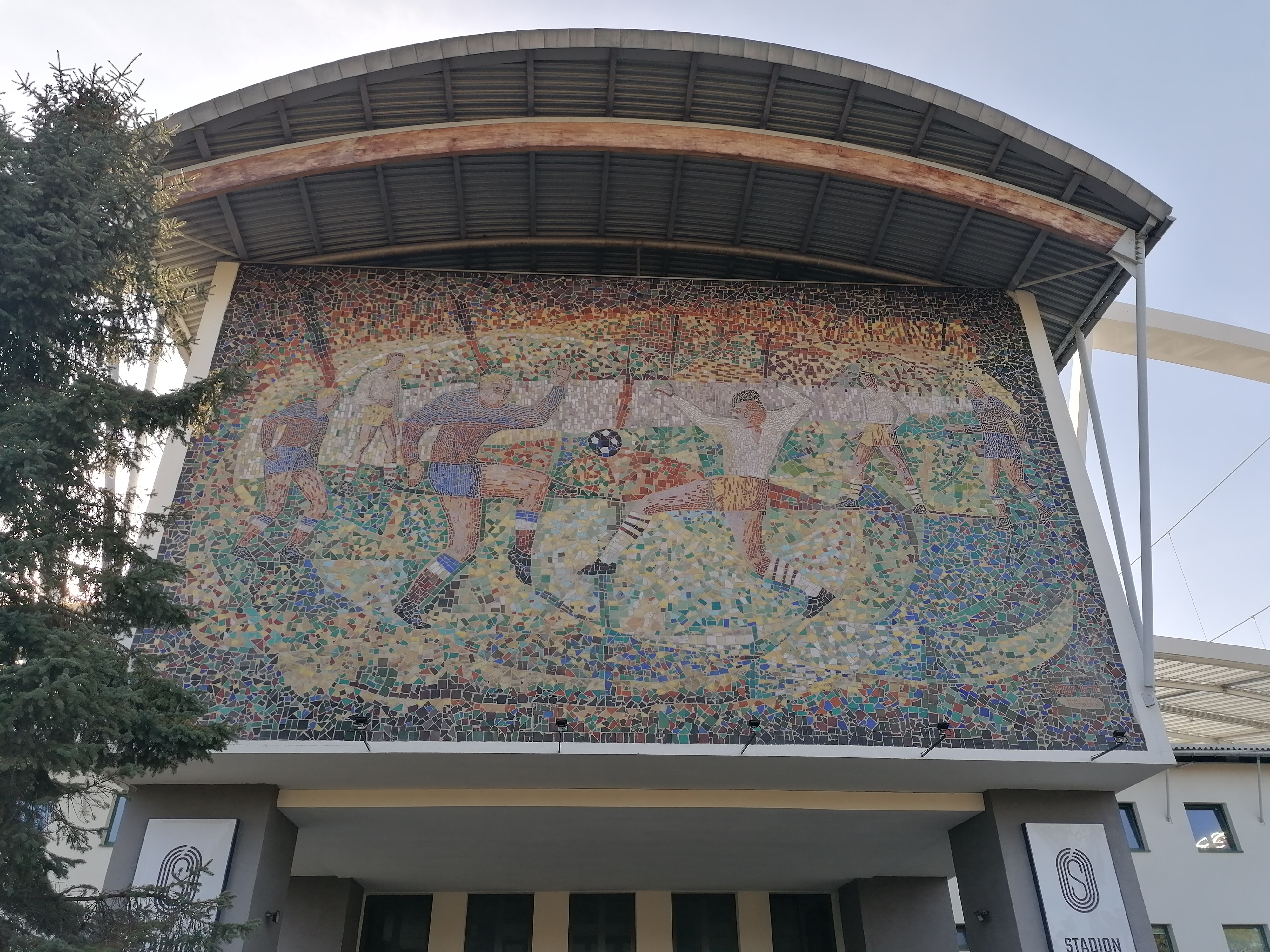
Mozaika z 1970, Stadion Śląski w Chorzowie

Henryk Kobyliński (ur. 28 października 1926 w Katowicach) – polski malarz i mozaikarz.

## Biografia
Henryk Kobyliński urodził się 28 października 1926 w Katowicach. W latach 1951–1956 odbył studia w Państwowej Wyższej Szkole Sztuk Plastycznych w Gdańsku. Jego profesorami byli: Jan Wodyński, Stanisław Borysowski, Jan Cybis, Jacek Żuławski. Dyplom z malarstwa sztalugowego i ściennego uzyskał w 1957 roku.
W 1962 roku Kobyliński wziął udział w zamkniętym konkursie dla katowickiej katedry. Przygotowany wraz z Karolem Gierlotką i Janem Stasiniewiczem projekt zdobył II miejsce. W 1961 roku wziął udział w zorganizowanej w Warszawie wystawie z okazji 15-lecia PRL, w 1962 w Wystawie Okręgowej ZPAP w Katowicach. W 1970 roku wystawił prace na wystawie „Grupy Sopot” zorganizowanej w Gliwicach. W 1978 roku Kobyliński wziął udział w wystawie w Muzeum Śląskim w Katowicach, gdzie podarował społeczeństwu trzy swoje dzieła: Zmierzch, Hałdy oraz Martwą naturę. W 1979 roku wziął udział w wystawie z okazji 35-lecia, w 1980 w wystawie w MPiK-u w Siemianowicach Śląskich.

## Realizacje
Często współpracując z innymi artystami Henryk Kobyliński był autorem wielu realizacji ściennych i witraży na Górnym Śląsku i w Zagłębiu Dąbrowskim:
- 1958–1960 – projekt i wykonanie polichromii, Kościół Krzyża Świętego w Siemianowicach Śląskich (wraz z Janem Stasiniewiczem)
- 1961 – projekt i wykonanie polichromii, Kościół św. Bartłomieja w Dzierżysławiu (z Janem Stasiniewiczem)
- 1962 – mozaika w elewacji sklepu rybnego, Gliwice (wraz z Janem Nowickim)
- 1963 – mozaika w przejściu pod katowickim Rondem (z Janem Stasiniewiczem)
- 1964 – polichromia w hali poczty w Katowicach (wraz z Magdaleną Kurek)
- 1964 – seria pięciu obrazów dla kościoła w Piekarach Śląskich (z Janem Stasiewiczem)
- 1965–1966 – projekt polichromii, Kościół Świętych Apostołów Piotra i Pawła w Katowicach
- 1966 – płaskorzeźba, 35 m, Kopalnia Generał Zawadzki w Sosnowcu (wraz z Bolesławem Nowickim)
- 1967 – Mozaika o kompozycji[2], 35 m, Szkoła Muzyczna w Katowicach (z Janem Stasiniewiczem)
- 1968 – dwie mozaiki w Ustroniu Jaszowcu, 12 m (z Bolesławem Nowickim)
- 1969 – malowidło ścienne, 63 m, Kopalnia Dymitrow w Bytomiu
- 1970 – projekt i wykonanie mozaiki, Stadion Śląski w Chorzowie (wraz z Henrykiem Holeckim)
- 1970 – mozaika, Szkoła Muzyczna w Będzinie
- 1971 – mozaika, Lotnisko w Pyrzowicach (z Henrykiem Holeckim i Magdaleną Kurek)
- 1971–1972 – Mozaika z orłem[2], Uniwersytet Śląski w Katowicach (z Magdaleną Kurek)
- 1973–1974 – projekt polichromii, stacje Drogi Krzyżowej, Kościół Podwyższenia Krzyża Świętego w Psarach (z R. Surajewskim)
- 1975 – projekt i wykonanie witraży, kościół w Psarach
- 1976 – projekt i wykonanie witraży, kościół w Mikołowie Kamionce